# Noorderpoort (Sneek)
De Noorderpoort is een voormalige stadspoort van Sneek.
De poort is gebouwd rond 1493 als onderdeel van de Vestingwerken van Sneek en was gelegen aan de Bolswarderweg en vormde de ingang van de stad vanuit de richting Bolsward.
Aan beide zijden van de poort stonden torens met aan de westzijde een stenen trap. In de toren werd het stadsbuskruit en munitie bewaard, later deed het gebouw dienst als gevangenis. In 1770 werd het gebouw verfraaid met het Wapen van Sneek en twee uitgesneden vazen. Buiten de poort was een zogenaamde paardenwed. Voor de verdediging was de poort op een gegeven moment niet meer nodig en de ruimte was nodig voor de verbreding van de Bolswarderweg. Hierop is de Noorderpoort in 1843 gesloopt.
Ter gelegenheid van de viering van Koninginnedag 1993 is de poort eenmalig heropgericht.

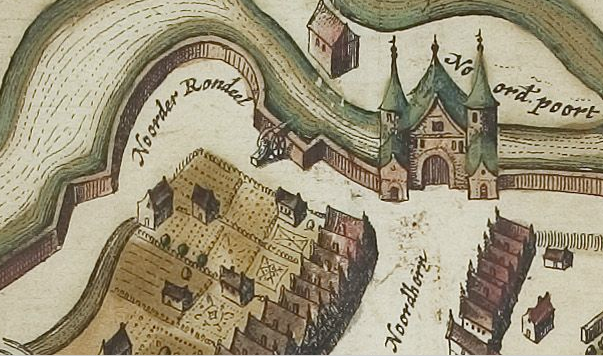
Vestingwerken in Sneek Noord in 1652, v.l.n.r. het Bolwerk, het Noorder Rondeel en de Noorderpoort.